# Sociální služby
Sociální služby zahrnují řadu veřejných (veřejně dostupných) služeb, jejichž posláním je poskytovat podporu a pomoc určitým skupinám obyvatel, mezi něž obvykle patří znevýhodněné, ale nejen zdravotně postižené osoby (osoby s hendikepem, se sníženou soběstačností, minoritní skupiny a jinak zranitelné osoby). Sociální služby mohou poskytovat jednotlivci, soukromé a nezávislé organizace nebo vládní agentury (příklad: Agentura pro sociální začleňování). 
Sociální služby jsou spojovány s pojmem sociální péče a sociálního státu. Země s rozsáhlými sociálními programy často poskytují širokou škálu služeb. Sociální služby jsou využívány k řešení široké škály potřeb společnosti. Před industrializací bylo poskytování sociálních služeb do značné míry omezeno na soukromé a charitativní organizace, přičemž rozsah poskytovaných služeb byl rovněž omezený. Sociální služby jsou celosvětově obecně považovány za „nezbytnou funkci“ společnosti a mechanismus, jehož prostřednictvím mohou vlády řešit společenské problémy.
Poskytování sociálních služeb vládami je spojeno s přesvědčením o univerzálních lidských právech, demokratických principech a náboženských a kulturních hodnotách. Dostupnost a rozsah sociálních služeb se v jednotlivých společnostech značně liší. Hlavními skupinami zranitelných osob, kterým jsou sociální služby určeny, jsou: rodiny, děti, mládež, starší lidé, ženy, nemocní a zdravotně postižení. Sociální služby zahrnují zařízení a služby, jako jsou: veřejné vzdělávání, sociální péče, infrastruktura, pošta, knihovny, potravinové banky, všeobecná zdravotní péče, policie, požární ochrana, veřejná doprava a sociální bydlení.

## Vymezení sociálních služeb
Pojem „sociální služby“ je často nahrazován jinými pojmy, jako je sociální péče, sociální ochrana, sociální inkluze, sociální pomoc, sociální politika, sociální zabezpečení a sociální práce, přičemž mnohé z těchto pojmů se svými charakteristikami a rysy překrývají.